# حزقيال أنطونيو غارسيا إسترادا
حزقيال أنطونيو غارسيا إسترادا (بالإسبانية: Juan Antonio Garcia Estrada)‏ هو ملحن أرجنتيني، ولد في 1895 في بوينس آيرس في الأرجنتين، وتوفي في 1960.